# Dolores (filme)

Dolores: uma mulher, dois amores é um filme de época. Co-produção entre Brasil e Argentina, dirigida por Juan Dickinson e protagonizado por Emilia Attias, Guillermo Pfening e Roberto Birindelli.

## Sinopse
Dolores, conta a história de uma mulher (Emilia Attias) de ascendência escocesa que retorna à Argentina depois da morte de sua irmã para cuidar de seu sobrinho de oito anos, mas atraída também pelo amor platônico de seu cunhado Jack (Guillermo Pfening). Este amor se desenrola no contexto da Segunda Guerra Mundial, onde os ecos da guerra ficam cada vez mais próximos e a disputa global entre alemães e ingleses começa a se tornar pessoal, quando o descendente de alemães Octavio Brandt (Roberto Birindelli) passa a seduzir Dolores que, longe de ser o inimigo, torna-se um amor inesperado para ela, que precisa decidir entre dois amores. 

## Elenco
- Dolores ................Emilia Attias
- Jack................Guillermo Pfening
- Octavio Brand .....Roberto Birindelli
- Florrie.............Mara Bestelli
- Montero.............Manuel Vicente
- Harry(menino)..............Felipe y Mateo Flossdorf

- Virtuoso...........Jandir Ferrari
- Amanda............. Tania Ruiz Gambini
- José(menino)......Lucas Thiago Martín Abraham
- Harry(adulto)....Matías Mayer

## Festivais, Prêmios e Nomeações
- Festival do Río, 10/2016, Brasil [3]
- Festival de cine “Una mirada mayor”, 5/2017, Argentina [4]